# Toxoptera citricida
Toxoptera citricida (syn. Toxoptera citricidus) es una especie de áfido conocida con distintos nombres comunes: pulgón negro de los cítricos, pulgón café de los cítricos, áfido moreno de los cítricos, pulgón marrón, o pulgón de la tristeza, entre otros. Puede causar daños importantes en plantas cítricas jóvenes con escasa biomasa vegetativa. Además, el pulgón negro es vector del virus de la tristeza de los cítricos.

## Distribución geográfica
Se lo estudió por primera vez a partir de ejemplares recolectados por Kirkaldi en Hawái en 1907. Algunos autores señalan que el pulgón negro de los cítricos es originario del este asiático, de China. Actualmente se extiende por los cinco continentes. Entre los grandes daños que causó se señala la propagación del virus de la tristeza de los cítricos por el pulgón Toxoptera citricida a través de las plantaciones de especies cítricas en Brasil y Venezuela en la década de 1970, lo que produjo en ese momento la destrucción casi total de la industria de los cítricos de esos países. En los últimos años progresó a través del Caribe y América Central, y se encuentra en la región de Yucatán, México. En EE. UU., la plaga se registró por primera vez en Florida a finales de 1995, en donde hoy está bien establecida.

## Hospedantes
Esta plaga ataca a todas las especies comerciales del género Citrus, además de Annona muricata.

## Ciclo del insecto
El ciclo de vida se inicia con el nacimiento de ninfas. Una hembra adulta origina unas 20 ninfas en 4-5 días. Las colonias se conforman principalmente en los brotes, a partir de una hembra adulta alada. Cuando los brotes lignifican, ya no son aptos para los áfidos, y las formas adultas aladas migran hacia brotes tiernos para conformar nuevas colonias. La temperatura óptima de desarrollo es 20 °C.

## Condiciones predisponentes
Los pulgones negros de los cítricos atacan solamente los brotes muy tiernos, por lo cual las poblaciones más numerosas aparecen cuando hay brotaciones nuevas y pocas lluvias. Se alimentan de hojas sin expandir o recién abiertas, y de yemas florales. Suelen atacar las hojas desde el envés, causando el enrulamiento de las mismas. A su vez, segregan abundantes sustancias azucaradas sobre las cuales desarrolla la fumagina.
La duración de la colonización puede variar entre 7 y 20 días, y depende principalmente de la disponibilidad de brotes. Las ninfas maduran en alrededor de una semana a temperaturas de 20 °C o superiores.

## Monitoreo de la plaga
Para el monitoreo de esta plaga se pueden emplear trampas pegajosas y trampas de agua. Las trampas pegajosas son atractivas para muchas especies y deben reemplazarse con frecuencia. Las trampas de agua son las que proveen ejemplares en mejores condiciones, aunque requieren el llenado con cierta regularidad y pueden desbordar si llueve. Sin embargo, debe tenerse en cuenta que el monitoreo con trampas solamente provee información de la presencia de individuos alados y no de la población que puede encontrarse en los brotes. Por ende, no reemplaza al monitoreo directo. Las mejores recolecciones con trampas se obtuvieron a 152 cm de altura. Las trampas amarillas y blancas fueron las más atractivas para este áfido.

## Control y uso
La decisión de aplicar insecticidas está vinculada principalmente al tipo de árboles de que se trate. El orden de tolerancia, desde el más sensible al más resistente, sería: 1) árboles que son fuentes de brotes; 2) plantas de vivero; 3) plantas recién plantadas y 4) árboles maduros.
Un componente clave del manejo integrado de esta plaga y de la enfermedad asociada es la plantación de árboles sanos. Por lo tanto, es esencial que las yemas sean provistas por un programa de yemas certificadas libres de virus. En el mismo, los clones deseados se someten a terapias de eliminación de virus y agentes transmisibles por injerto, se prueban para verificar que estén libres de dichos agentes patógenos, y luego se mantienen bajo condiciones protegidas, de modo que el vector no reintroduzca los patógenos. Los programas de certificación permiten la distribución de material de propagación sano a los productores de cítricos. Dichos programas incluyen un sistema de rastreo que posibilita el seguimiento de las fuentes de yemas, para el caso de aparición de problemas una vez que el árbol ha sido plantado. Los programas de certificación y de materiales de propagación limpios también ayudan a asegurar que los clones de cítricos son fieles a los clones hortícolas verdaderos.
Por otra parte, se utilizan las colonias de Toxoptera citricida libres de la enfermedad para preinmunizar materiales sanos con una raza protectora del virus de la tristeza de los cítricos.

## Enemigos naturales
El pulgón negro de los cítricos posee enemigos naturales como vaquitas de los géneros Cycloneda, Eriopis, Adalia e Hippodamia, y predadores de la familia Chrysopidae que regulan las poblaciones de áfidos cuando estas presentan niveles bajos. En cambio, cuando se producen desequilibrios de los factores naturales de regulación, las poblaciones de T. citricidus pueden tornarse muy elevadas, en cuyo caso deben tomarse medidas de control químico.